# Timothy Martin
Timothy Serge Martin (* 27. März 2001 in Arlon) ist ein luxemburgisch-belgischer Fußballtorhüter.

## Karriere

### Verein
Der Torhüter spielte in seiner Jugend für die belgischen Vereine RES Aubange, Royal Excelsior Virton, RSC Anderlecht und KAA Gent. Bei letzterem bestritt er in der Saison 2019/20 auch zwei Partien für dessen Reservemannschaft. Dann folgte der Wechsel zum südfranzösischen Verein Olympique Nîmes, auch dort war er nur in der 2. Mannschaft aktiv. Im Sommer 2021 kehrte Martin zurück zu seinem Jugendverein Royal Excelsior Virton und kam dort zu seinen ersten Einsätzen in der belgischen Zweiten Liga. Mitte August 2022 lieh ihn dann der Erstligist RFC Seraing für die Saison 2022/23 mit der Option der Verlängerung für ein weiteres Jahr aus. Sein Debüt in der Division 1A gab er am 23. Dezember 2022 bei einer 0:1-Heimniederlage gegen KAS Eupen. Martin bestritt 4 von 31 möglichen Ligaspielen für Seraing sowie ein Pokalspiel. Hinzu kamen ebenfalls vier Partien für die U 23-Mannschaft in der 2. Amateur-Division Wallonie. Nach seiner Rückkehr konnte sich Martin dann einen Stammplatz beim mittlerweile in der dritten Liga spielenden Verein aus Virton erkämpfen und bestritt am Ende 16 Saisonspiele. Nachdem Martin in der folgenden Spielzeit bis zur Winterpause keine weitere Partie mehr bestritten hatte, wechselte er im Januar 2025 zum irischen Zweitligisten Cobh Ramblers.

### Nationalmannschaft
Am 10. April 2018 bestritt der Torhüter ein Testspiel für die belgische U-17-Nationalmannschaft gegen Tschechien (1:0). Anschließend lief er wegen seiner doppelten Staatsbürgerschaft für den Luxemburgischen Fußballverband auf und debütierte dort am 8. Juni 2021 für dessen U-21-Auswahl in der EM-Qualifikation gegen Schweden. Bei der 0:6-Auswärtsniederlage in Falkenberg wurde Martin schon in der 16. Minute wegen einer Verletzung des Stammtorhüters eingewechselt. Im November 2021 saß er außerdem bei zwei WM-Qualifikationsspielen der luxemburgischen A-Nationalmannschaft gegen Aserbaidschan und Irland auf der Bank.